# Rhœmétalcès du Bosphore
Tiberius Julius Rhœmétalcès Philocaesar Philoromaios Eusebes (en grec moderne : Τιβέριος Ἰούλιος Ροιμητάλκης Φιλόκαισαρ Φιλορώμαίος Eυσεbής), plus connu sous le nom de Rhœmétalcès ou encore de Rhoimétalcès, mort vers 153-154, est un roi du Bosphore de la dynastie Tibérienne-Julienne qui règne d'environ 131-132 à 153-154.

## Biographie

### Origine
Rhœmétalcès est le fils et héritier de Cotys II ; comme lui, il porte un nom puisé dans le stock onomastique thrace (Rhémétalcès). Il est le petit-fils de Sauromatès Ier. Comme lui, Rhœmétalcès semblait impliqué dans le culte de la déesse Aphrodite (confirmé par une inscription trouvée sur une base de statue de Phanagoria).

### Règne
Rhœmétalcès est le contemporain des empereurs romains Hadrien et Antonin le Pieux.
Bien que, selon la lettre d'Arrien à l'empereur Hadrien, ce dernier semble avoir désiré intervenir dans la succession de Cotys II, son fils Rhœmétalcès, qui était déjà selon son monnayage associé au trône depuis deux ans, lui succède.
Le règne de Rhœmétalcès se poursuit sous l'empereur Antonin le Pieux qui, selon Julius Capitolinus, « rendit le royaume du Bosphore à Rhœmétalcès après avoir pris connaissance de la rivalité qui l'opposait à Eupator ».
À la mort de Rhœmétalcès, sa succession est assurée sans doute par le Tibérius Julius Eupator précité, que Christian Settipani considère comme son frère plutôt que comme son fils aîné, avant de revenir à Sauromatès II, qui se proclame dans une inscription fils du « roi Rhoimetalkès ».

## Famille

### Mariage et enfants
De son union avec une femme inconnue, il eut :
- Sauromatès II ;
- Peut-être Eupator selon certaines sources.

## Galerie

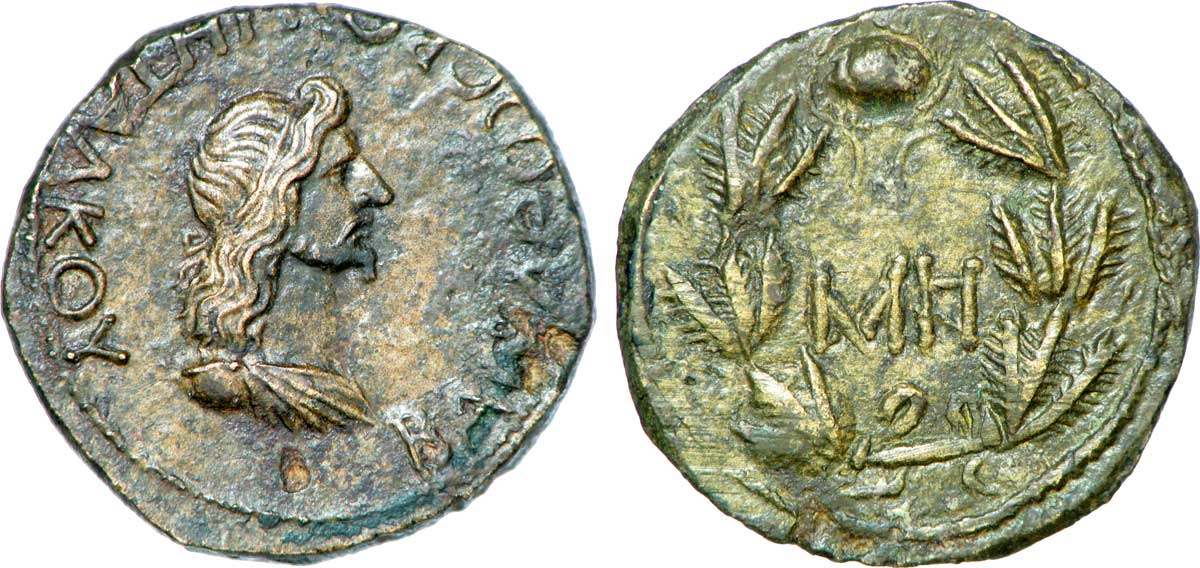
Quarante-huit nummia à l'effigie de Rhœmétalcès du Bosphore.